# Kaspische Smaragdeidechse
Die Kaspische Smaragdeidechse (Lacerta strigata), auch Kaukasische Smaragdeidechse genannt, ist eine Art der Echten Eidechsen und lebt in Westasien.

## Merkmale

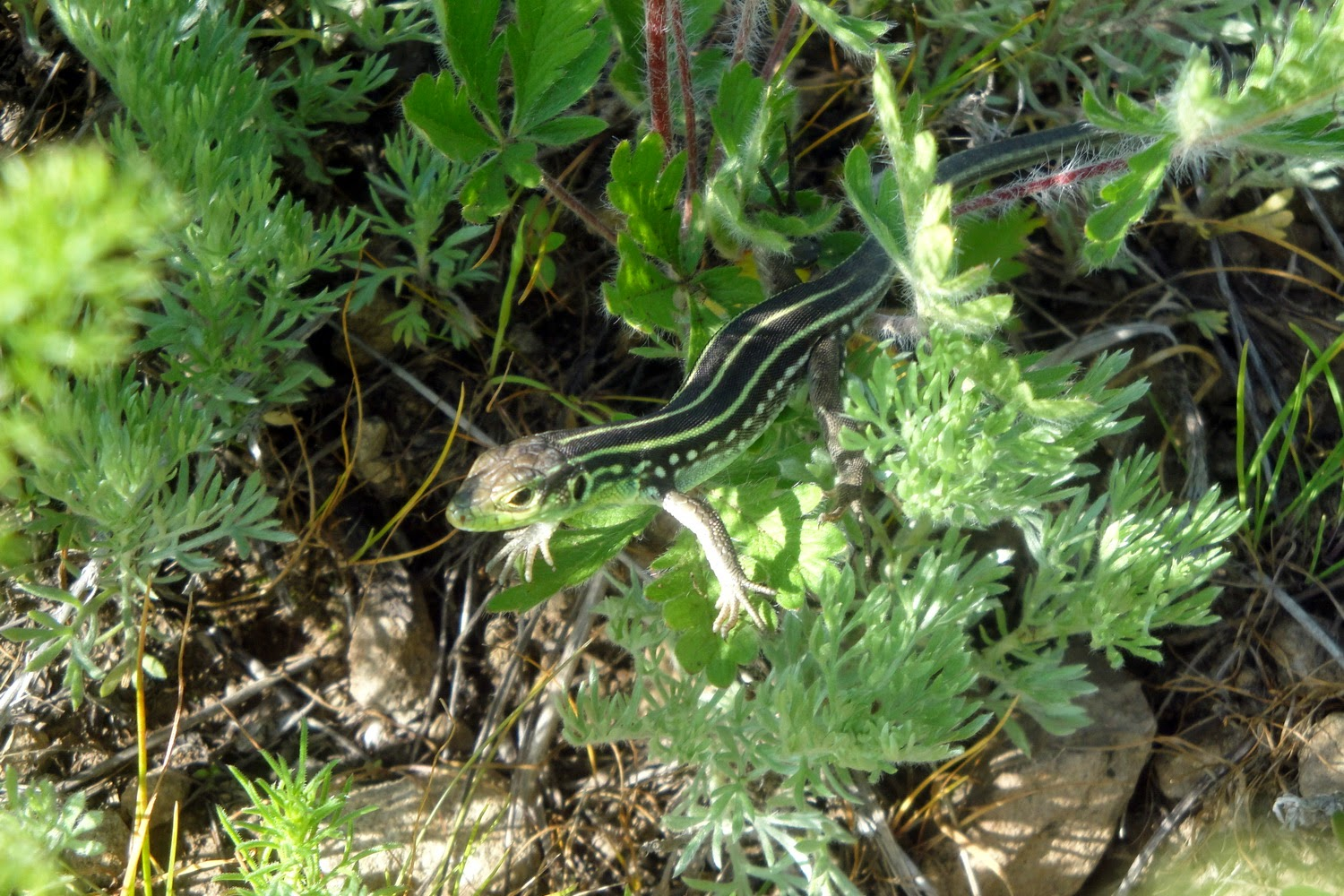

Mittelgroße Art der Gattung Lacerta mit einer maximalen Gesamtlänge von 34 cm und einer Kopf-Rumpf-Länge bis 11 cm. Erwachsene Tiere haben meist einen grünen Rücken und grünliche Flanken, die Beckenregion und der Schwanz sind dagegen oberseits bräunlich und niemals grün. Die Männchen zeigen auf smaragd- bis olivgrüner Grundfarbe kleine eingestreute schwarze Flecken. Während der Paarungszeit oftmals mit tiefblauer Kehle, wobei sich das Blau auch bis auf die Kopfseiten und sogar die Kopfoberseite ausdehnen kann. In manchen Populationen ist die Blaufärbung allerdings nur schwach ausgeprägt oder fehlt ganz. Die Weibchen sind oberseits grünlich bis bräunlich und meist mit fünf hellen schmalen Längsstreifen, dazwischen finden sich größere, schwarze Flecken. Die Jungtiere zeigen auf schokoladenfarbener Grundfarbe 5 leuchtend gelbweiße Längsstreifen. Diese Streifen halten sich bei den Weibchen im Laufe des Wachstums länger als bei den Männchen, bei denen sie sich im Alter bestenfalls noch andeutungsweise erkennen lassen.

## Verbreitung
Die Kaspische Smaragdeidechse bewohnt überwiegend die östliche Hälfte des Kaukasusgebietes und das Südufer des Kaspischen Meeres. Nördlich des Kaukasushauptkammes kommt sie im Süden Russlands vor, nordwestlich ungefähr bis Armawir und Stawropol, nordöstlich bis zum Mündungsgebiet des Kuma. Von dort verläuft ihr Verbreitungsgebiet an der Küste des Kaspischen Meeres entlang, bis sie südlich des Kaukasushauptkammes wieder weiter nach Westen vordringt. Hier besiedelt sie Aserbaidschan, Armenien, das östliche Georgien, den äußersten Osten der Türkei und den Norden des Iran, wo ihr Verbreitungsgebiet am Südufer des Kaspischen Meeres entlang verläuft und noch den Südwesten von Turkmenistan erreicht.

## Lebensraum
Von den Ufern des Kaspischen Meeres bis in Höhen von 2800 m über NN. Die Art besiedelt ein breites Spektrum an Lebensräumen. So werden Steppenregionen, einschließlich Waldsteppen, in der Ebene, wie im Gebirge besiedelt, ebenso Deiche von Bewässerungskanälen, Parkanlagen, Ränder von Getreide- und Baumwollfeldern, Weinberge, Ruinen und andere. Die Art findet sich zudem an Ufern stehender und fließender Gewässer, an den Rändern überschwemmter Sümpfe, in lichten Wäldern, an Waldrändern und auf Wiesen. Generell werden im Süden feuchtere Lebensräume als im Norden bevorzugt.

## Lebensweise
Die Tiere verlassen je nach Höhenlage im März/April, spätestens Anfang Mai, ihre Winterquartiere. Danach erfolgen bald die Paarungen. In den tieferen Lagen werden zwei Gelege produziert, das erste Ende Mai/Anfang Juni, das zweite Ende Juni bis Mitte Juli. In den höheren Lagen kommt es allerdings nur zu einem Gelege zwischen Ende Juni und Anfang Juli. Im Freiland enthalten die Gelege 5–10 Eier. Die weißen Eier sind 15–18 mm lang und 8–10 mm breit. 7–8 Wochen nach der Eiablage schlüpfen die Jungtiere mit einer Kopf-Rumpf-Länge von 30 bis 36 mm. Die Winterquartiere werden im Herbst aufgesucht, in höheren Lagen schon im September, in tieferen im Oktober oder November.
Die Nahrung besteht vor allem aus Insekten, Spinnen, Asseln und Schnecken. Unter den Insekten spielen Käfer und Heuschrecken eine herausragende Rolle. Gelegentlich werden auch kleine Wirbeltiere, wie junge Eidechsen, inklusive arteigener Jungtiere, erbeutet. Im Hochsommer kann pflanzliche Nahrung, vor allem Brombeeren, als bedeutende Zusatzkost dazukommen. Als Fressfeind wurde die Kaspische Pfeilnatter nachgewiesen.

## Gefährdung
Die IUCN listet die Art als nicht gefährdet (least concern) mit einer sinkenden Population. Die Art ist in den für sie günstigen Gebieten, vor allem in den tieferen Lagen, recht häufig. Nur an der Arealgrenze im Nordosten und im Hochgebirge sind die Siedlungsdichten geringer.